# 哈米吉多頓

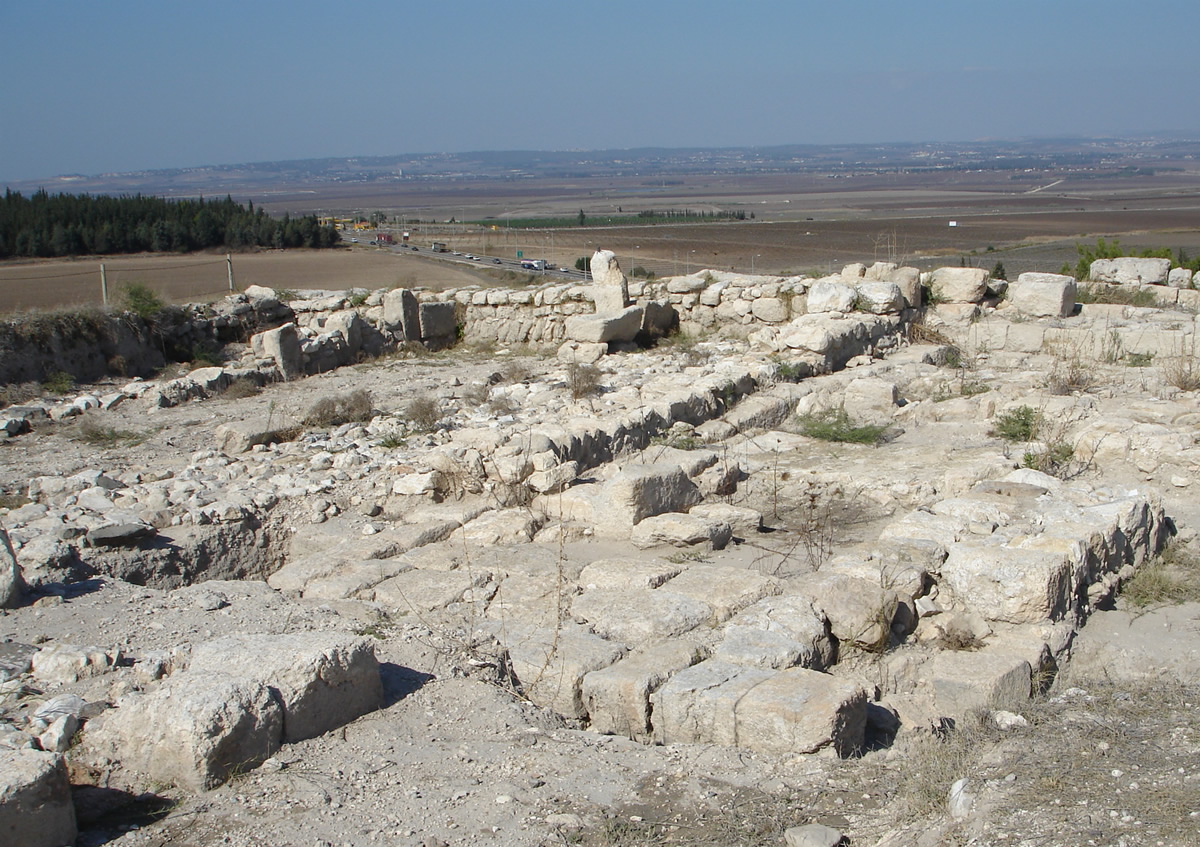
米吉多的遺址

哈米吉多頓（新教和合本译，羅馬化：Har Magedón，羅馬化：Har Megiddo），天主教思高本译作阿瑪革冬，东正教新遺詔聖經作阿爾瑪鿤東（羅馬化：Ảrmagjeddón，羅馬化：Armageddón），意譯為末日戰場，是基督教《新約聖經·啟示錄》所预言的末世末期善惡對決的最終戰場，只在《启示录》第16章所记錄的異象中描述过一次。

## 意义
根據《聖經》記載，全能者會在此擊敗魔鬼和「天下眾王」。

第六個天使把瓶倒在幼發拉底大河上，河水就乾了，要給東方的眾王預備道路。

我又看見三個污穢的靈，好像青蛙，從龍口、獸口並假先知的口中出來。

他們本是鬼魔的靈，施行奇事，出去到地上並全世界的眾王那裏，聚集他們在神──全能者的大日爭戰。

看哪，我來像賊一樣。那警醒、看守衣服、免得赤身而行、叫人見他羞恥的有福了。

他便叫眾王聚集在一處，希伯來話叫作哈米吉多頓。

第七個天使把瓶倒在空中，就有大聲音從天上殿中的寶座上出來，說：「成了。」

就有聲音、雷轟、閃電，又有大地震，自從人在地上以來，沒有這樣利害、這樣大的地震。

那大城裂為三段，列國的城也都倒塌了；神也想起大巴比倫來，要把那盛自己烈怒的酒杯遞給她。

## 艺术创作
哈米吉多頓也是科幻小說、電影、電子遊戲中常見的題材，例如。
經常被放在一起的地名包括有：瑪各（Magog 地名／MaGog 瑪歌革？）、歌革（Gog 王名，後來也作地名，MaGog 瑪歌革，歌革所轄之地？）、羅斯（Rosh 基輔羅斯／烏克蘭）、米設（Meshech 莫斯科，俄羅斯）、歌蔑（Gomer）、土巴（Tubal 托伯斯克／西伯利亞）、波斯（Persia 伊朗）、古實（Cush 南埃及二蘇丹）、弗（Put 利比亞）、西台（Hittite 土耳其）、伯-陀迦瑪（Togarmah 土庫曼）、示巴（Sheba）、底但（Dedan）、他施（Tarshish 大食／塔吉克／塔爾索？）以及約沙法谷。（以西結書第38章）

## 外部連結
- 復臨環球網：哈米吉多頓（页面存档备份，存于）
- 世界末日（哈米吉多頓）的真相（页面存档备份，存于）